# Poloni
Poloni este un oraș în São Paulo (SP), Brazilia.